# Tournoi de tennis de Jūrmala
Le tournoi de tennis de Jurmala (Lettonie) est un ancien tournoi de tennis féminin du circuit professionnel WTA.
Créé en 2019 en remplacement du tournoi de Moscou International, il n'a eu lieu qu'une seule fois.

## Palmarès

### Simple
| No | Date       | Nom et lieu du tournoi | Catégorie | Dotation    | Surface      | Vainqueure           | Finaliste      | Score         |         |
| -- | ---------- | ---------------------- | --------- | ----------- | ------------ | -------------------- | -------------- | ------------- | ------- |
| 1  | 22-07-2019 | Baltic Open, Jurmala   | Intern'l  | 226 750 € $ | Terre (ext.) | Anastasija Sevastova | Katarzyna Kawa | 3-6, 7-5, 6-4 | Tableau |

### Double
| No | Date       | Nom et lieu du tournoi | Catégorie | Dotation    | Surface      | Vainqueures                    | Finalistes                         | Score             |         |
| -- | ---------- | ---------------------- | --------- | ----------- | ------------ | ------------------------------ | ---------------------------------- | ----------------- | ------- |
| 1  | 22-07-2019 | Baltic Open Jurmala    | Intern'l  | 226 750 € $ | Terre (ext.) | Sharon Fichman Nina Stojanović | Jeļena Ostapenko Galina Voskoboeva | 2-6, 7-61, [10-6] | Tableau |